# Golful Thailandei

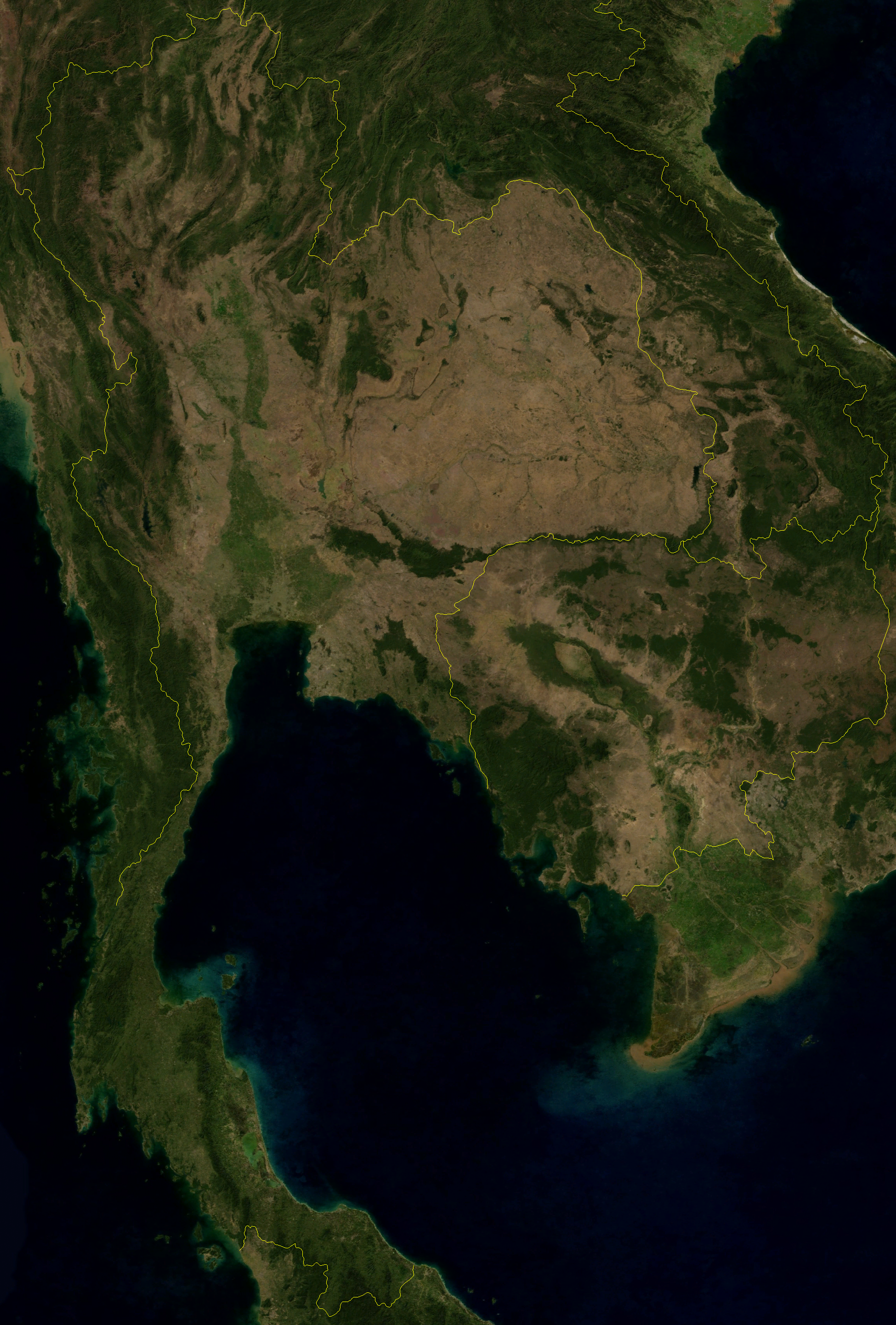
Fotografia Golfului Thailandei din satelit

Golful Thailandei (de asemenea cunoscut ca Golful Siam) , este localizat în Marea Chinei meridionale (Oceanul Pacific) și este înconjurat de Malaezia, Tailanda, Cambogia și Vietnam. Extremul de nord al golfului se găsește la vărsarea râului Chao Phraza, în portul din Banqueocoque. Golful are o dimensiune de 320.000 km².
Golful Thailandei este puțin profund, cu adâncimi între 45–80 m . Acest lucru face ca circulația apei să fie lentă și râurile Chao Phraya și Mekong să exercite o puternică influență ca: salinitate scăzută și o mare bogăție de sedimente. În timpul epocilor reci ca Era Glaciară, Golful Thailandei nu exista datorită micii adâncimi, era doar o continuare a văii râului Chao Phraya.
Datorită caldurilor tropicale, apele golfului adăpostesc o bună cantitate de corali, existând proiecte pentru dezvoltarea turismului în insula Ko Samui în provincia Surat Thani, Thailanda.
Golful are de asemenea bogății petroliere și gaz.

## Economia
Bogății naturale: petrol, gaze naturale

Navigație

Pescuit

Turism

## Clima
Clima este tropicală umedă (influențată in sud-vest de musoni în luna iunie, iar în nord-est în luna octombrie; pericol de trombe de vânt și de apă). Temperaturile medii la Bangkok: +26 în ianuarie și +28 °C în iulie.